# Essential (Caparezza)
Essential è la seconda raccolta del rapper italiano Caparezza, pubblicata nel 2012 dalla EMI.

## Tracce
Testi e musiche di Caparezza.
1. Vieni a ballare in Puglia (Featuring Al Bano) – 3:46
2. Abiura di me – 4:11
3. Follie preferenziali – 4:11
4. Eroe (storia di Luigi delle Bicocche) (Radio Edit) – 3:36
5. Fuori dal tunnel (Radio Edit) – 3:31
6. Il secondo secondo me – 4:13
7. La fitta sassaiola dell'ingiuria (Radio Edit) – 3:25
8. La mia parte intollerante – 4:22
9. Torna Catalessi – 3:58
10. Tutto ciò che c'è (Radio Version) – 3:01
11. Io diventerò qualcuno – 3:38
12. Vengo dalla Luna – 4:14

## Formazione
- Caparezza – voce; Triton e MPC (tracce 3, 5, 6 e 12), pianoforte giocattolo e Kaoss Pad (traccia 5), Rhodes (traccia 6), effetti sonori (tracce 6 e 8), basi (tracce 7 e 11)
- Al Bano – voce aggiuntiva (traccia 1)
- Diego Perrone – voce aggiuntiva (traccia 2)
- Rino Corrieri – batteria acustica (tracce 1, 2, 4, 8 e 11), percussioni (traccia 8)
- Giovanni Astorino – basso elettrico (tracce 1, 2, 4, 8 e 11), violoncello (tracce 1, 2, 4 e 11)
- Alfredo Ferrero – chitarra e banjo (tracce 1, 2, 4 e 11)
- Gaetano Camporeale – Fender Rhodes, Wurlitzer, Hammond e fisarmonica (tracce 1, 2, 4 e 11), effetti sonori (traccia 8)
- I Cantori Nesi – cori (tracce 1, 2, 4, 9 e 11)
  - Roberta Magnetti
  - Roberta Bacciolo
  - Elena Bacciolo
  - Marino Paira
  - Silvano Borgata
  - Claudio Bovo
  - Bip Gismondi
- Saverio Squea – tromba (traccia 4)
- Michele Kalamera – voce narrante (traccia 4)
- DJ Jan – scratch (tracce 7 e 11)
- Gennaro Cosmo Parlato – voce aggiuntiva (traccia 8)
- Holly – voce di Catalessi (traccia 9)
- Orchestra di Roma – strumenti ad arco, flauto traverso e fagotto (traccia 9)
- Nicola Tescari – direzione orchestra (traccia 9)
- Davide Lepore – voce dello speaker radiofonico (traccia 11)